# Budafoki Élesztő és Szeszgyár Rt.
A Budafoki Élesztő és Szeszgyár Rt., jelenlegi nevén a Lesaffre Magyarország Kft. magyarországi élelmiszeripari vállalat, amelynek története a 19. századra nyúlik vissza.

## Története
Budapesten 1876-ban kezdődött el az élesztőgyártás. A  Gschwindt Mihály által alapított cég kezdetben az Üllői úton, a mai Corvin mozi helyén volt, majd 1908–1910 között a gyár áttelepült a mai telephelyére, Budafokra. 
A cég a második világháborút követő 1949-es államosításig a Gschwindt család tulajdonában volt.
Az államosítást követően a cég neve Budapesti Szesz- Élesztő- és Likőrgyár lett, majd 1963-tól az iparban történő átszervezések miatt a cég neve Szeszipari Országos Vállalat Budafoki Élesztő és Szeszgyárrá változott. 1971-től a Szeszipari Vállalatok Trösztje egyik tagvállalataként vállalata a Budapesti Szeszipari Vállalat, az élesztőgyár pedig a BUSZESZ része lett. 1984-től a BUSZESZ önálló vállalat lett. 1992-ben a BUSZESZ Rt és ezzel együtt az élesztőgyár is az osztrák Mautner Markhof cég tulajdonába került. 1995-ben a Budafok Élesztő- és Szeszgyár Kft. önálló céggé alakult, majd 1996-ban a francia Lesaffre csoport tulajdonába került, és Lesaffre Magyarország Élesztőgyártó és Kereskedelmi Kft. néven folytatja működését.
2006. május 4-től a cég neve – hivatalosan is – Lesaffre Magyarország Kft.

## Képtár

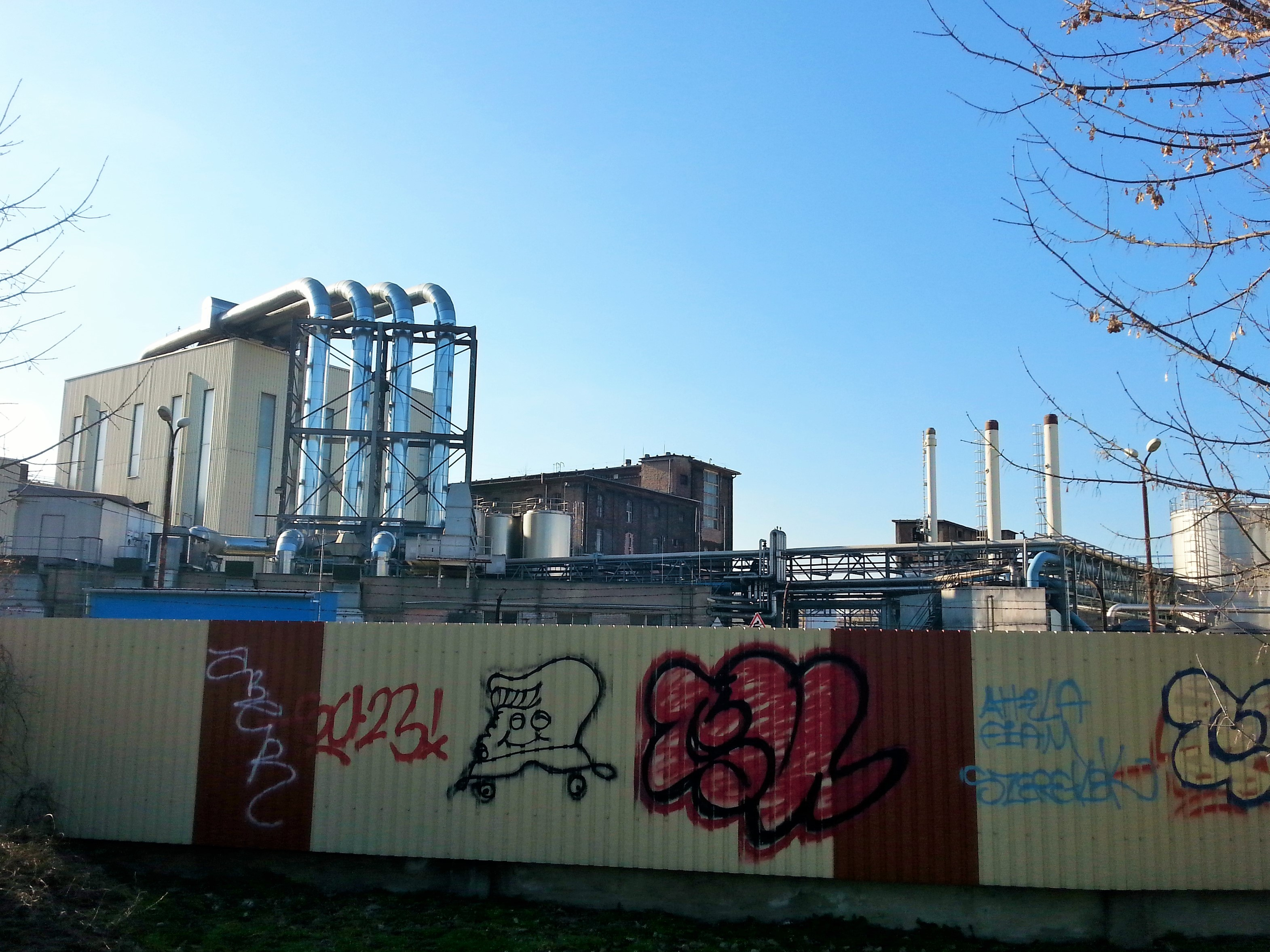
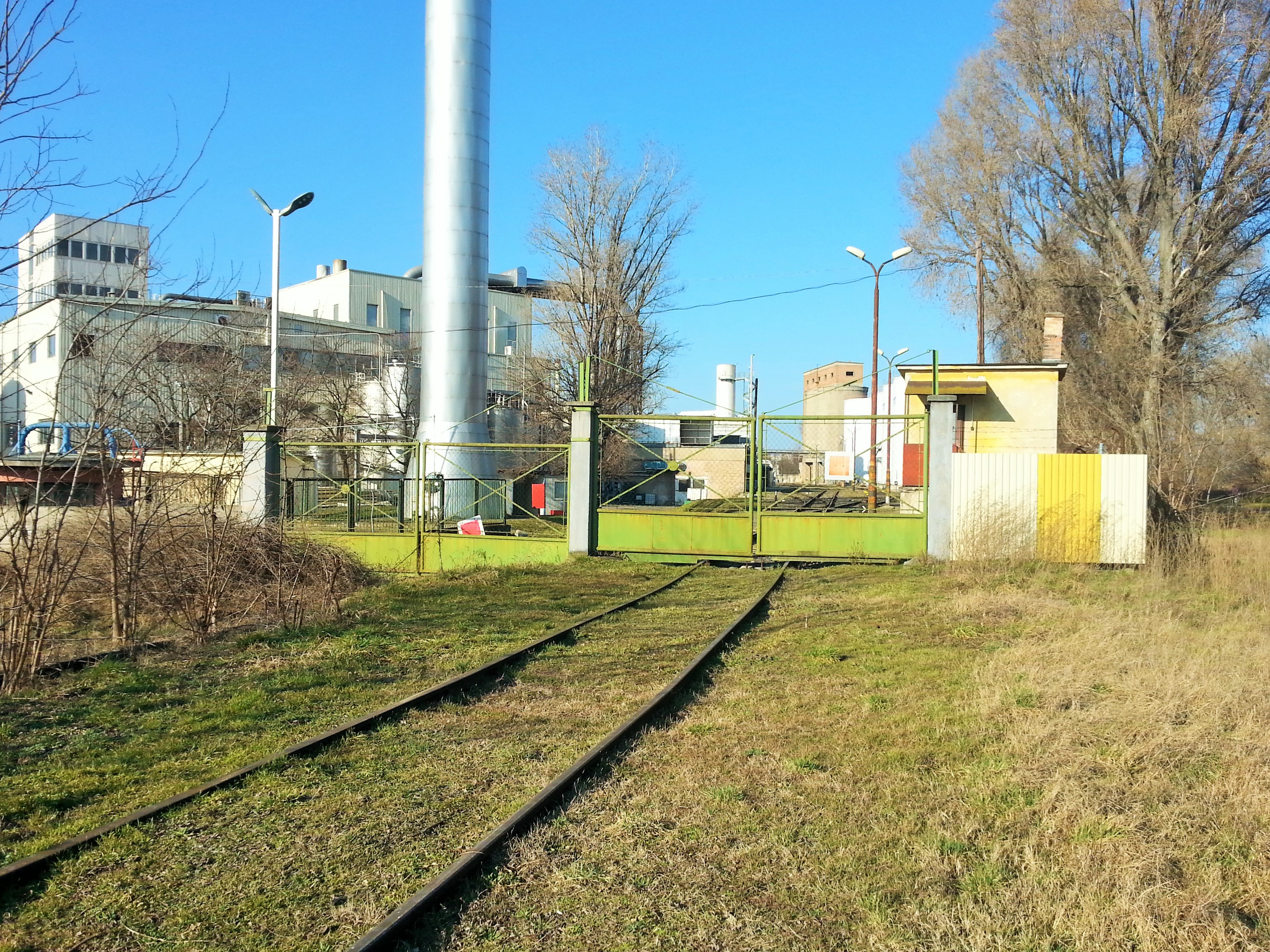
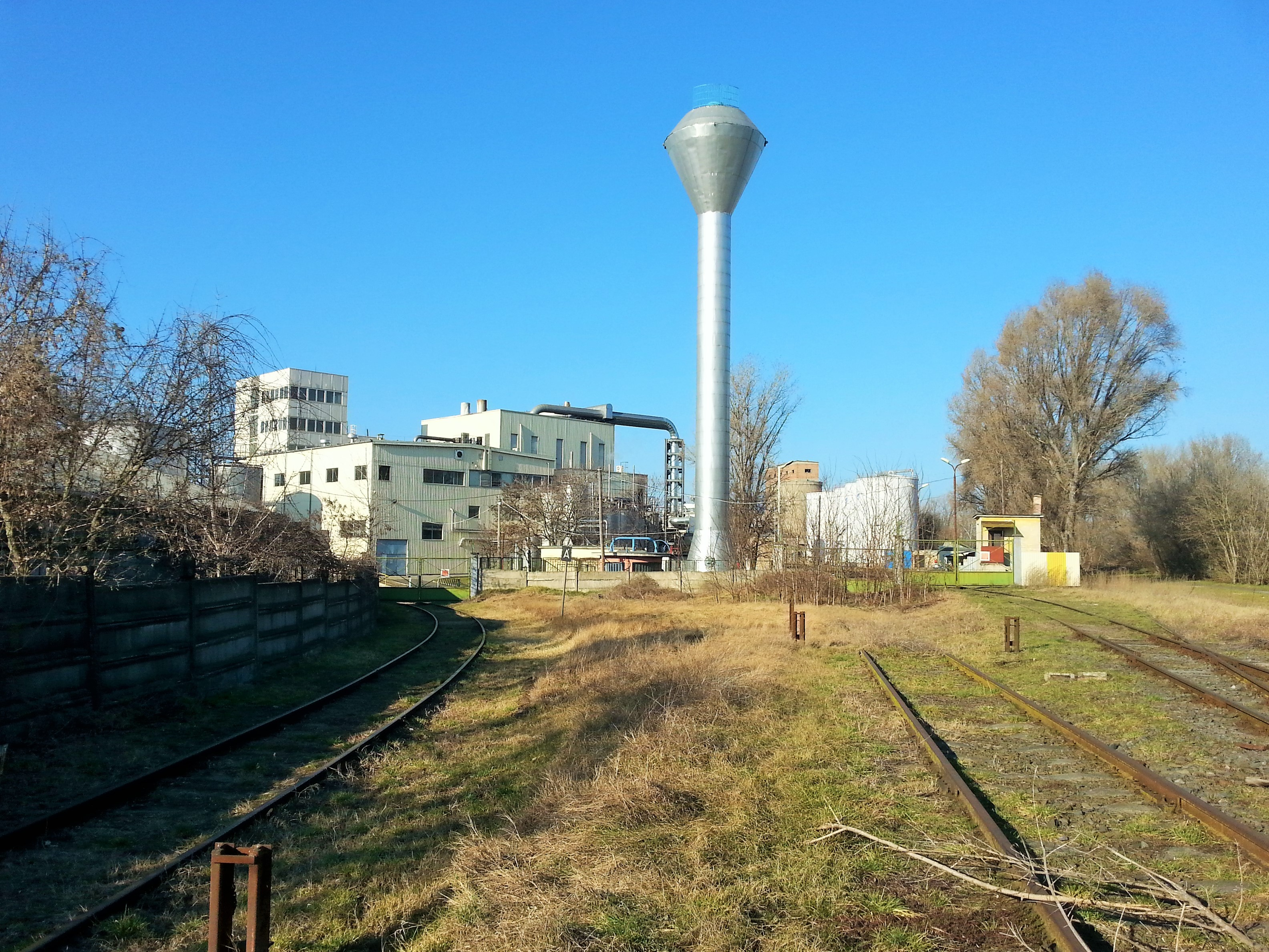
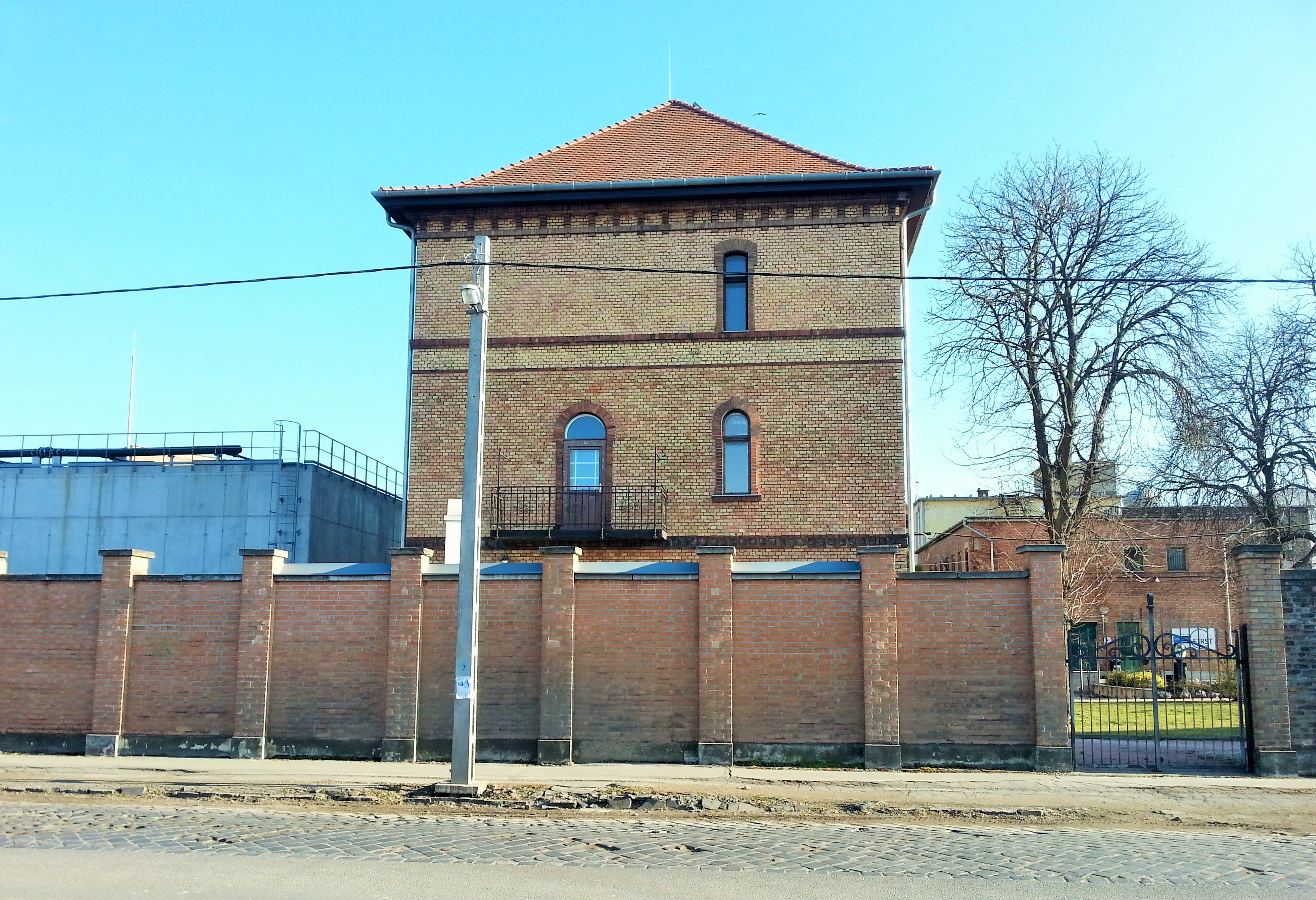
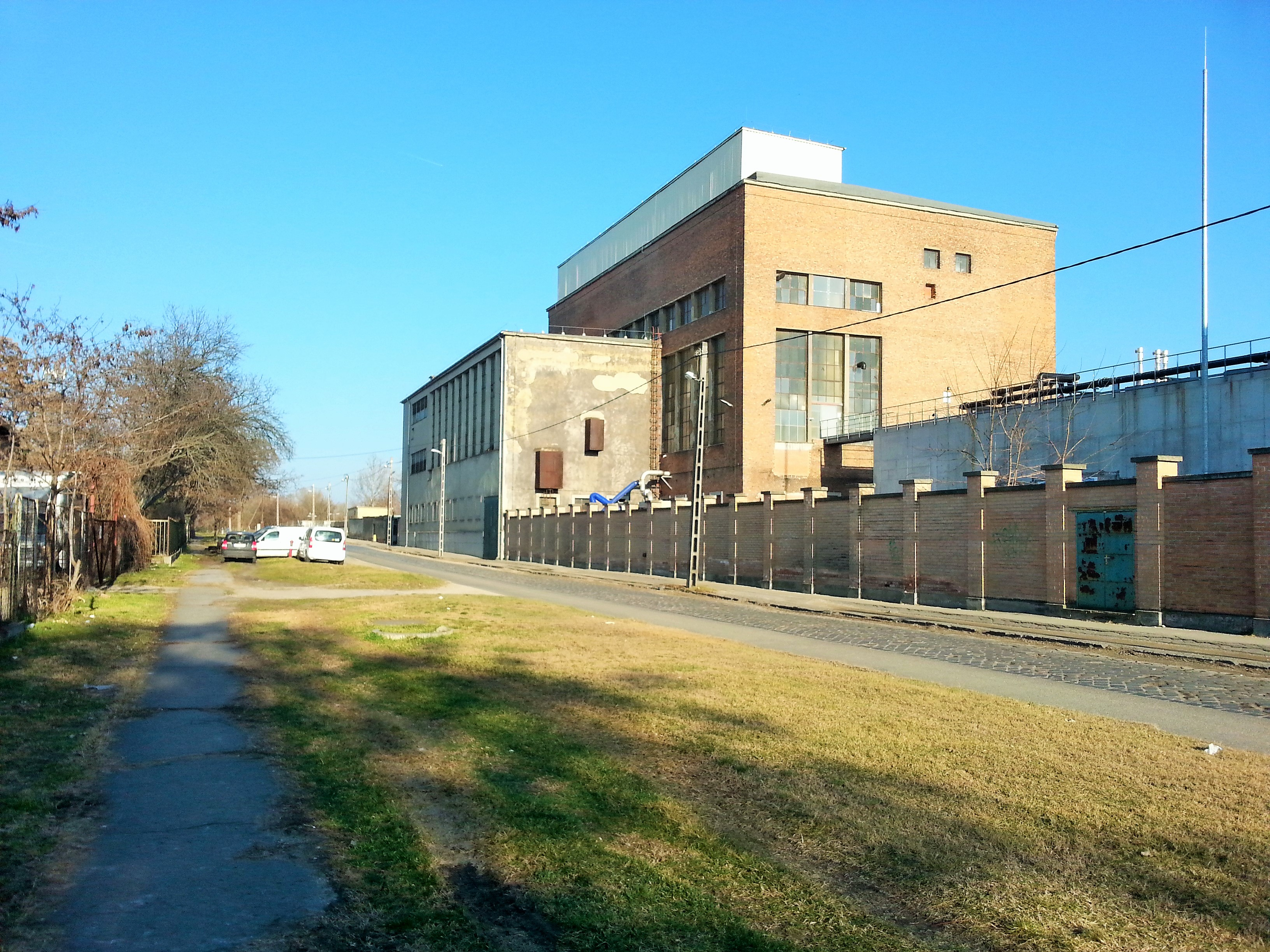
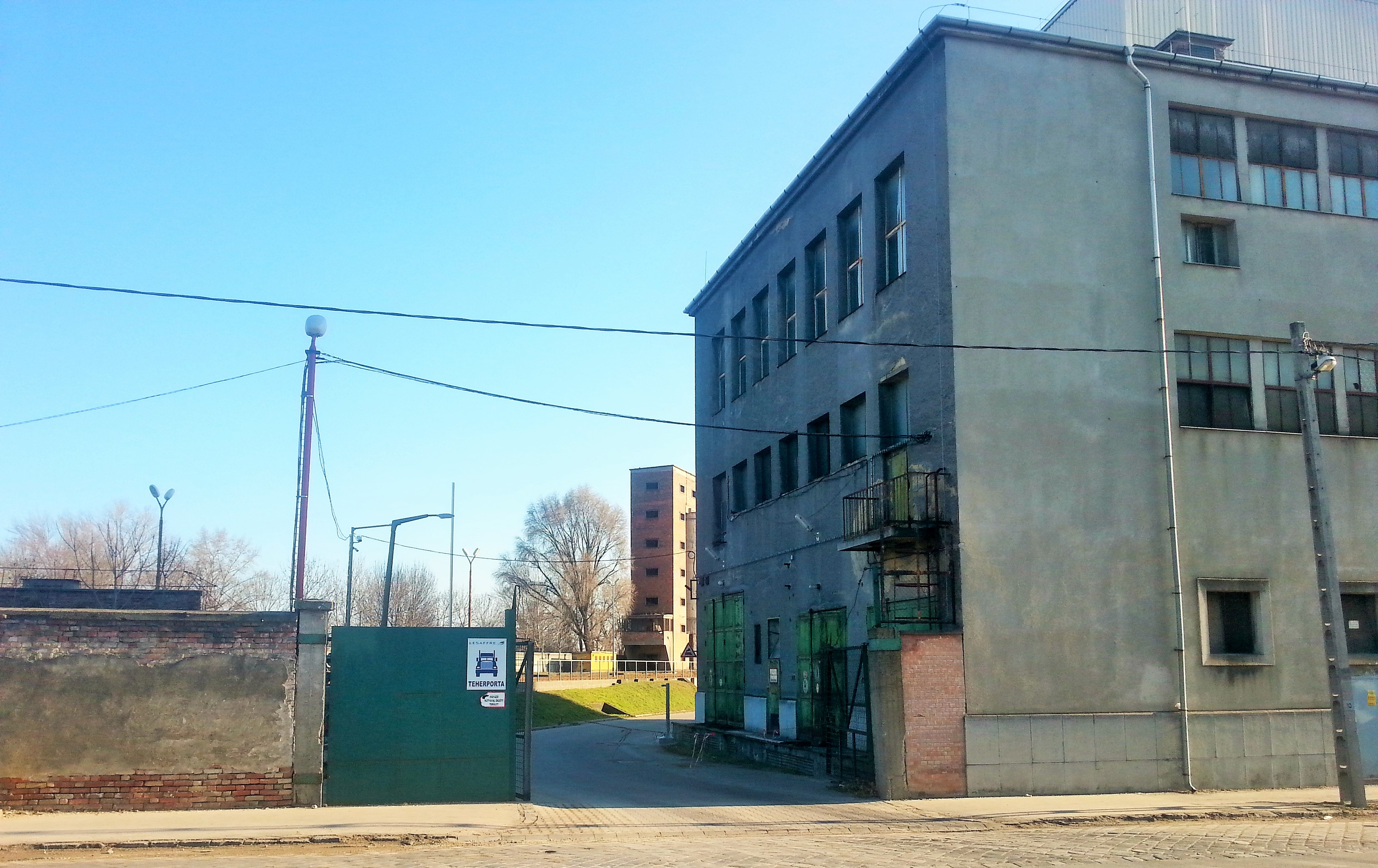
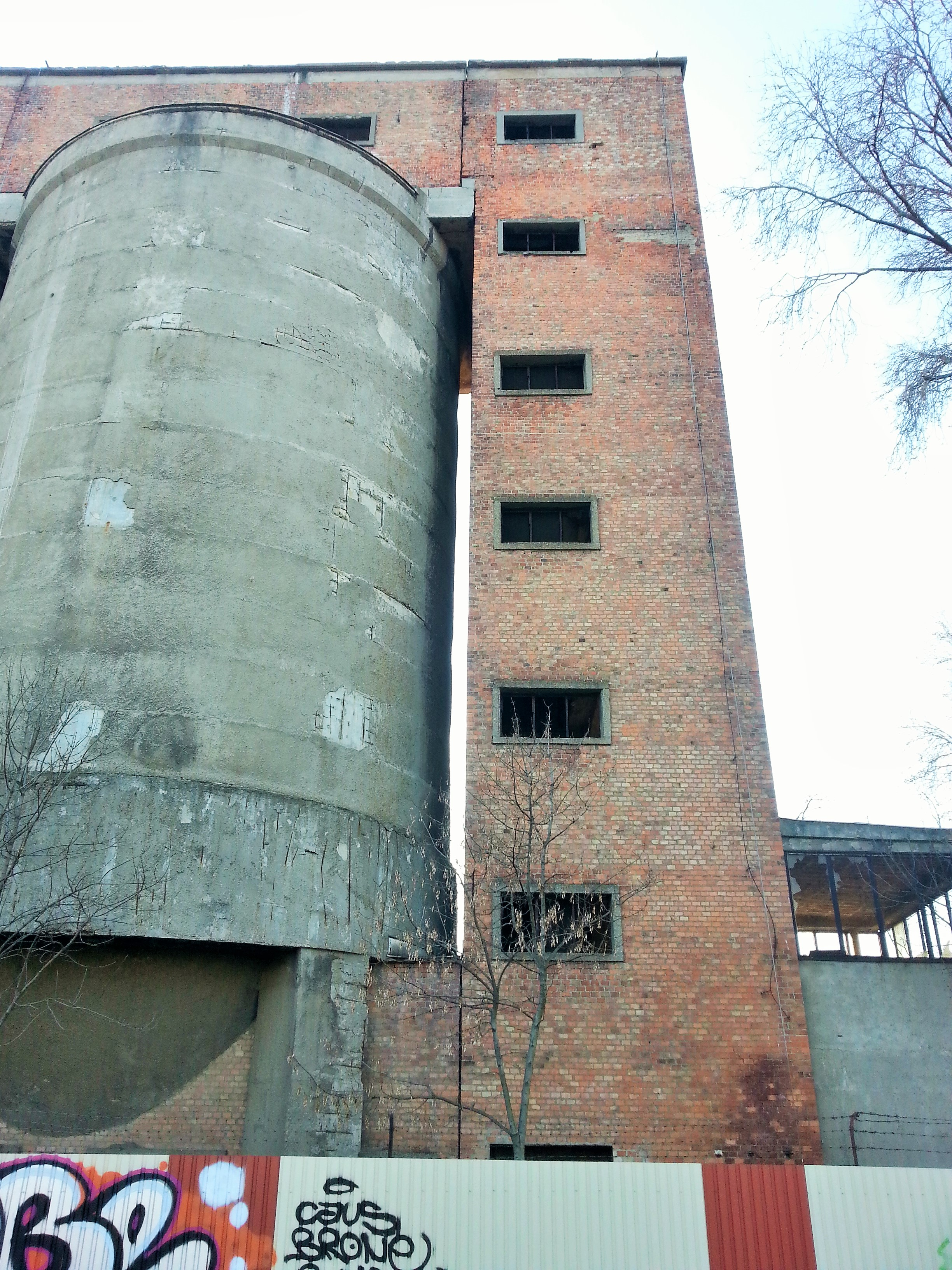
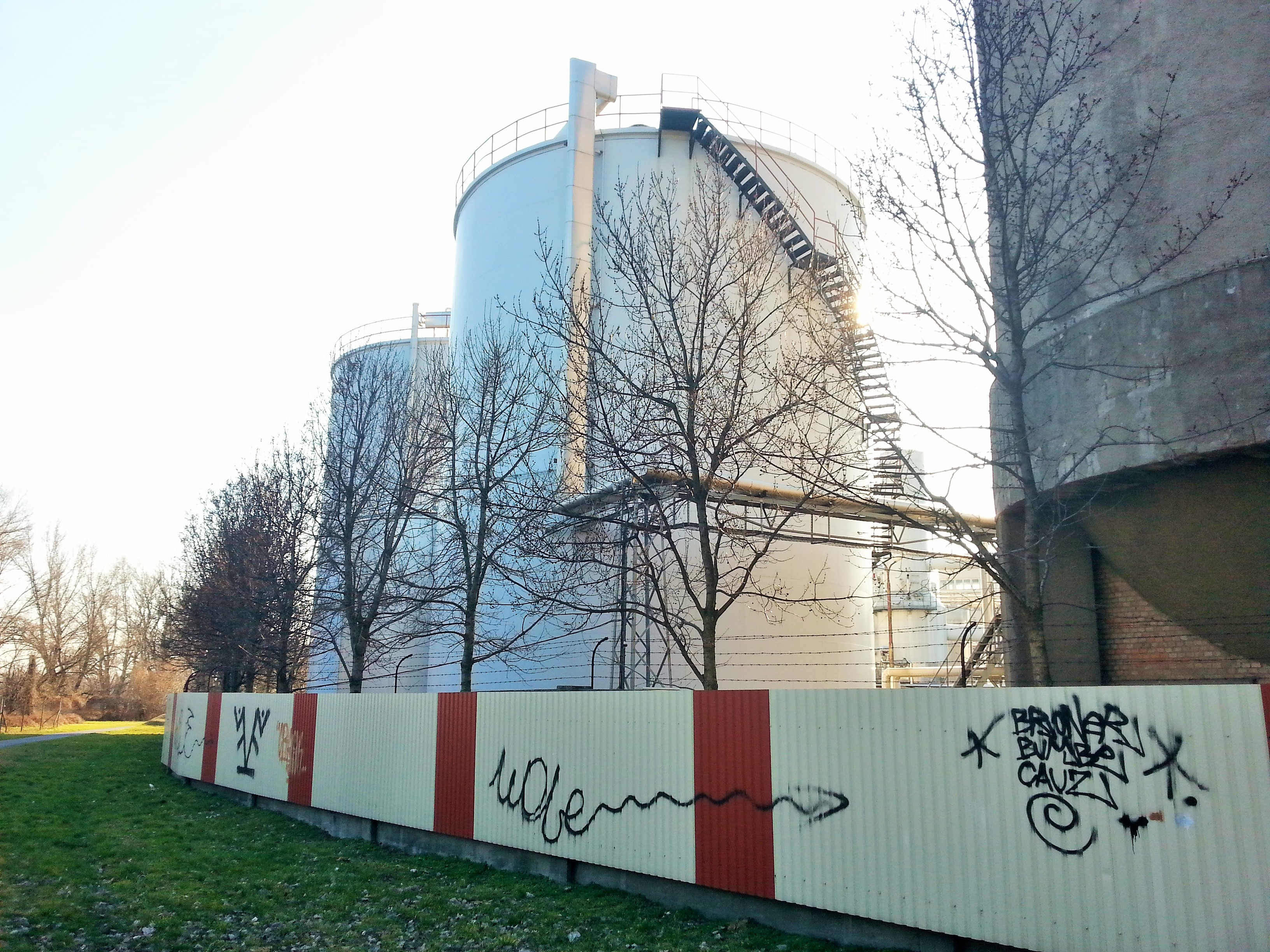
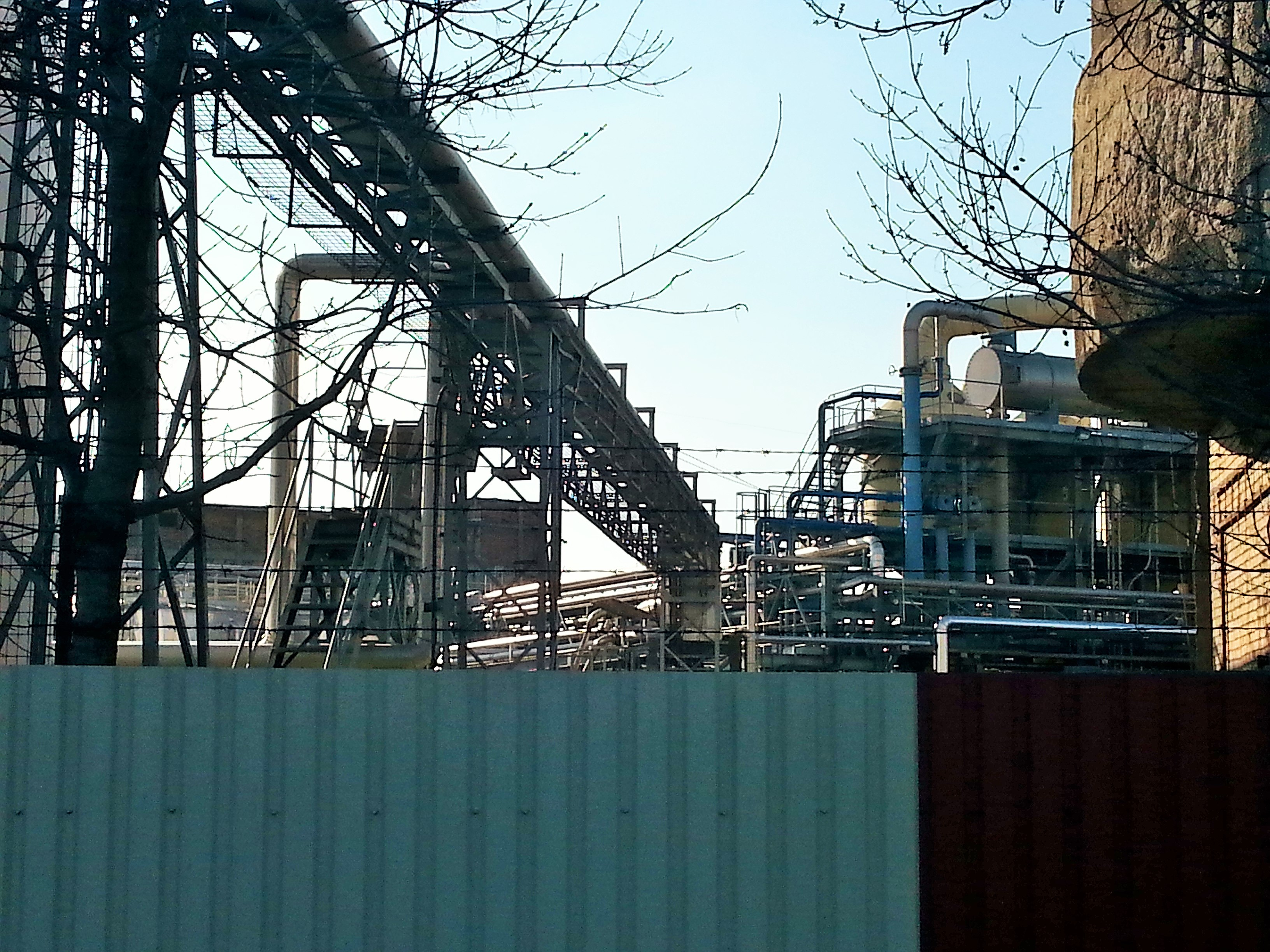